# Quinta Emenda à Constituição dos Estados Unidos
A Quinta Emenda à Constituição dos Estados Unidos (em inglês: Fifth Amendment to the United States Constitution) é parte da Carta dos Direitos dos Estados Unidos e institui garantias contra o abuso da autoridade estatal, tais como o julgamento pelo grande júri, o direito de permanecer calado e evitar assim a autoincriminação, o direito de ser julgado apenas uma vez sobre mesmos fatos (vedação ao bis in idem), ou o direito a justa compensação por bens desapropriados. Além disso, a emenda traz a cláusula de devido processo legal, segundo a qual "ninguém pode ser privado de sua vida, liberdade ou propriedade sem o devido processo legal de todos os humanos".

## Visão geral
A "Quinta Emenda" aborda o processo penal e outros aspectos da Constituição. Foi ratificada, junto com outras nove emendas, em 1791 como parte da Declaração de Direitos. A "Quinta Emenda" aplica-se a todos os níveis do governo, incluindo os níveis federal, estadual e local, no que diz respeito a um cidadão ou residente dos EUA. A Suprema Corte promoveu as proteções desta emenda por meio da Cláusula de devido processo da Décima Quarta Emenda.
Uma disposição da "Quinta Emenda" exige que os crimes sejam julgados apenas após indiciamento por um grande júri. Outra disposição, a cláusula de "Double Jeopardy" ("dupla penalização"), prevê o direito dos réus de serem julgados apenas uma vez em tribunal federal pelo mesmo crime. A cláusula de autoincriminação fornece várias proteções contra a autoincriminação, incluindo o direito de um indivíduo não servir como testemunha em um processo criminal no qual seja o réu. "Pleading the Fifth" ("Suplicando ao Quinto") é um termo coloquial frequentemente usado para invocar a cláusula de autoincriminação quando as testemunhas se recusam a responder a perguntas em que as respostas possam incriminá-las. No caso Miranda v. Arizona de 1966, a Suprema Corte considerou que a cláusula de autoincriminação exige que a polícia emita uma advertência Miranda aos suspeitos de crimes interrogados sob custódia policial. A "Quinta Emenda" também contém a "Takings Clause" (no sentido de expropriação), que permite ao governo federal tomar propriedade privada para uso público se o governo fornecer "compensação justa".
Assim como a Décima Quarta Emenda, a "Quinta Emenda" inclui uma cláusula do devido processo declarando que nenhuma pessoa "será privada da vida, liberdade ou propriedade, sem o devido processo legal". A cláusula do devido processo da "Quinta Emenda" se aplica ao governo federal, enquanto a cláusula do devido processo da Décima Quarta Emenda se aplica aos governos estaduais. A Suprema Corte interpretou a cláusula de devido processo da "Quinta Emenda" como fornecendo duas proteções principais: devido processo processual, que exige que os funcionários do governo sigam procedimentos justos antes de privar uma pessoa da vida, liberdade ou propriedade, e devido processo substantivo, que protege certos fundamentos direitos de interferência do governo. A Suprema Corte também considerou que a cláusula do devido processo contém uma proibição contra leis vagas e um requisito de proteção igual implícito semelhante à cláusula de proteção igualitária da "Décima Quarta Emenda".

## Texto da Quinta Emenda
A Quinta Emenda estabelece textualmente:
| “ | Nenhuma pessoa poderá responder por um crime capital, ou outro crime infame, a menos que em uma apresentação ou acusação de um Grande Júri, exceto em casos surgidos nas forças terrestres ou navais, ou na milícia, quando em serviço real a tempo de Guerra ou perigo público; nem qualquer pessoa estará sujeita à mesma ofensa e por duas vezes com risco de vida ou integridade física; nem será obrigado em qualquer processo criminal a ser testemunha contra si mesmo, nem ser privado da vida, da liberdade ou dos bens, sem o devido processo legal; nem a propriedade privada será levada ao uso público, sem justa compensação. | ” |

## Analogia com constituições de outros países
A constituição brasileira de 1988 também prevê o direito de não produzir provas contra si próprio (art. 5º, inc. LXIII). Apesar de o STF já ter se manifestado sobre o assunto, existe uma certa divergência no judiciário, pois explicitamente, apenas três aspectos da questão estão contemplados, os demais estão implícitos, existindo uma corrente no sentido de que o direito de não se autoincriminar só valeria em relação ao silêncio e às declarações comunicativas do réu (orais ou escritas).